# Thomas Brose

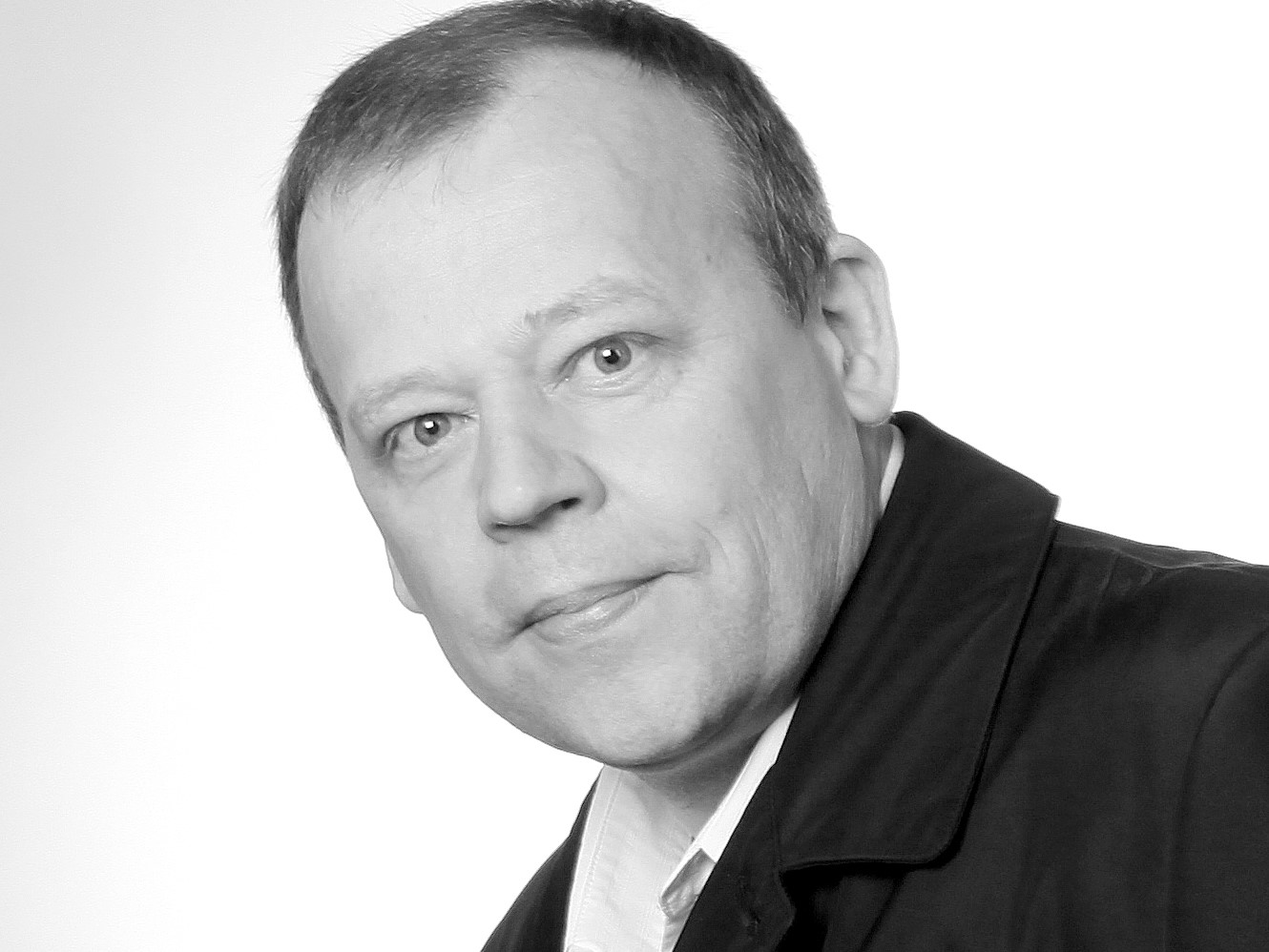
Thomas Brose, 2015

Thomas Brose (* 19. November 1962 in Zeuthen) ist ein deutscher Fundamentaltheologe und Religionsphilosoph. Seit 2018 ist er Professor für Philosophie an der Philosophischen Affiliation der Päpstlichen Universität Gregoriana in Berlin.

## Leben
Thomas Brose wurde als viertes von fünf Kindern in Zeuthen (Mark Brandenburg) geboren. Er ist der Enkel des Pädagogen und Heimatforschers Erich Brose.
Nach dem Abitur am Norbertinum in Magdeburg studierte Brose Katholische Theologie in Erfurt. Bei seinem Mentor Konrad Feiereis absolvierte er ein Spezialstudium Philosophie, schrieb 1989 eine Preisarbeit zum Menschenrechtsverständnis der DDR und setzte sich in seiner Diplomarbeit mit Spielformen des Atheismus auseinander. Brose erteilte Religionsunterricht, lehrte als Dozent in der kirchlichen Bildungsarbeit und engagierte sich in der politischen Opposition gegen das SED-Regime. Die Staatssicherheit unterzog ihn einer Operativen Personenkontrolle.
Seit 1987 leitete Brose den Philosophiekreis der Katholischen Studentengemeinde Berlin. In dieser Funktion geriet er in Widerspruch zur atheistischen Weltanschauung der DDR. Die Staatssicherheit identifizierte ihn als „führenden Organisator katholischer Jugendarbeit“. Als „inoffiziell eingesetzter Assistent“ der Studentengemeinde sollten seine Aktivitäten durch IM eingedämmt werden.
Ab 1989 war Brose in der Katholischen Studentengemeinde (KSG) in Ost-Berlin tätig und nahm im Zug der friedlichen Revolution am „Zentralen Runden Tisch der Jugend“ teil. Als Bildungsreferent (bis zum Jahr 2004) trug Brose bei über 1000 Veranstaltungen Verantwortung für das Vortrags-, Semester- und Bildungsprogramm der KSG, hielt Vorlesungen und war zeitweise Leiter der Konferenz für Hochschulpastoral in Ostdeutschland.
Im Herbst 1989 warb er mit dem Philosophiekreis im Foyer der Humboldt-Universität für eine intellektuelle Präsenz katholischer Theologie sowie für die Wiedererrichtung des Guardini-Lehrstuhls. Mit Unterstützung von Matthias Lutz-Bachmann sowie durch Kontakte zum Münchner Guardini-Lehrstuhl zielte Broses Arbeit an der Lindenuniversität darauf ab, den 1939 vom NS-Regime verbotenen Lehrstuhl Romano Guardinis neu zu begründen. Zu diesem Zweck entwickelte er den „Berliner Ansatz“:

„Guardinis Aufbruch ist für mich – vor allem aufgrund der Auseinandersetzung mit ‚östlichem‘ Atheismus und ‚westlicher‘ Christentumskritik – zum ersten Anlass und Auslöser geworden, über die Notwendigkeit eines eigenständigen Berliner Ansatzes nachzudenken, also ein Sprechen von Glauben und Gott zu entwickeln, das darauf zielt, sich im hochkomplexen religiösen Feld der Hauptstadt als gläubiger Katholik hörbar zu machen und als ansprechbarer Nachbar zu positionieren.“

Nach dem Mauerfall wurde er Cusanus-Stipendiat und studierte – teilweise parallel zu seiner Arbeit – Philosophie und Geschichte an der Freien Universität Berlin sowie in Oxford. An der FU Berlin wurde er von Wilhelm Schmidt-Biggemann mit einer Studie zur Religionsphilosophie der Aufklärung summa cum laude zum Dr. phil. promoviert.

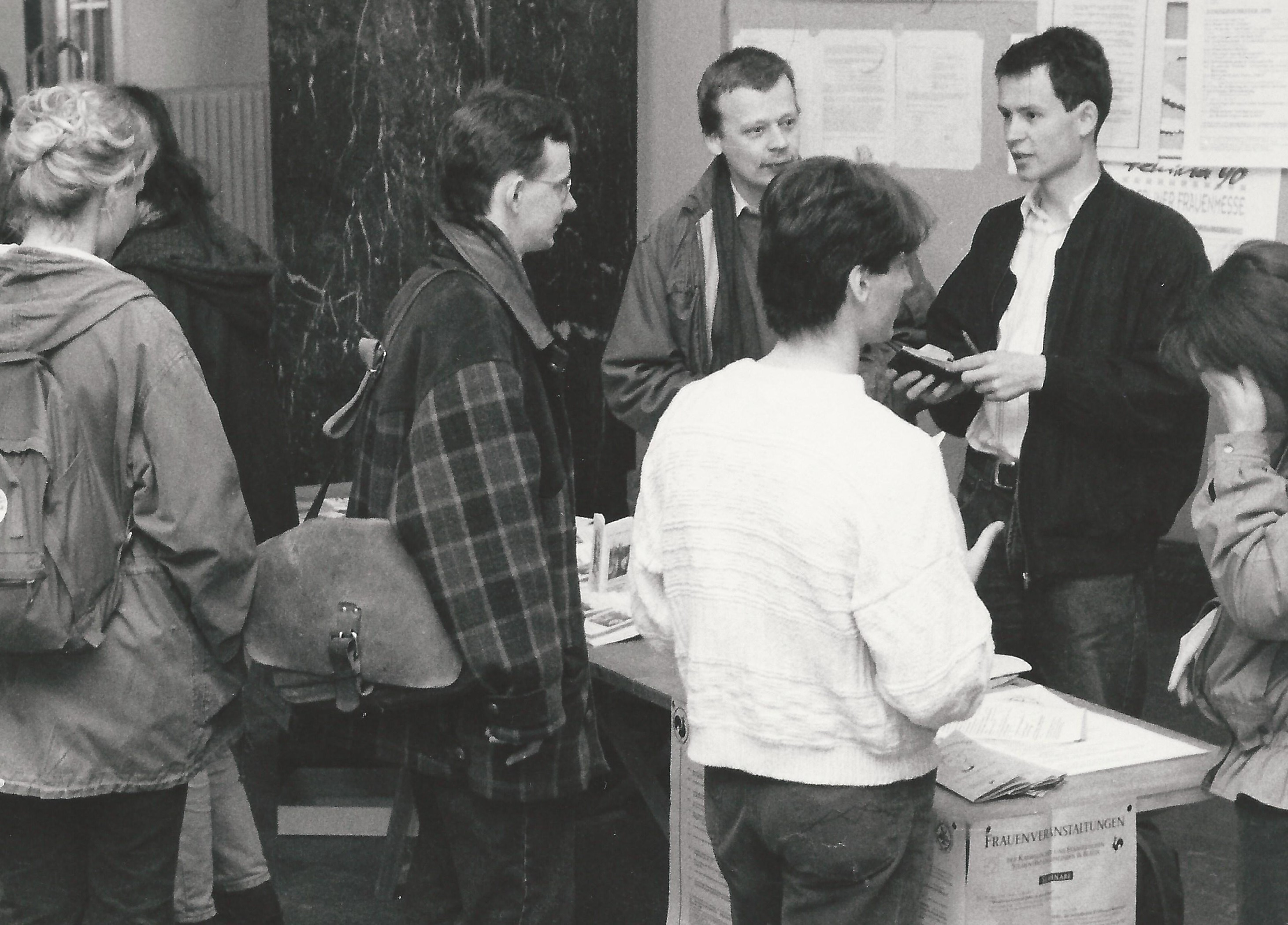
Thomas Brose 1990 mit der KSG im Foyer der Humboldt-Universität

Im Dezember 1989 gelang es ihm, die seit 1953 verbotene Arbeit der Studentengemeinde an der Humboldt-Universität wiederaufzunehmen. Diese Aufgabe koordinierte er unter dem Titel Deutsches Neuland. Mit Hilfe von Kontakten zum Münchner Guardini-Lehrstuhl (Eugen Biser, Hans Maier) zielte seine Arbeit an der Lindenuniversität darauf ab, den 1939 vom NS-Regime verbotenen Lehrstuhl Romano Guardinis neu zu begründen und damit Theologie und katholische Intellektualität aus ostdeutscher Perspektive ins Gespräch zu bringen. Dazu plante er Vorlesungsreihen und organisierte im Lauf der 1990er Jahre – gemeinsam mit der Katholischen Akademie in Berlin und unterstützt von der Theologischen Fakultät der HU – die Guardini Lectures.
Von 2004 bis 2007 war Brose an der Schnittstelle von Wissenschaft, Politik und Religion als Koordinator bei der Konrad-Adenauer-Stiftung tätig. Seit 2007 konzentriert er sich auf sein wissenschaftliches und publizistisches Wirken. Er arbeitete als Lehrbeauftragter für Fundamentaltheologie, Religionsphilosophie und Ethik in Berlin, Potsdam und Dresden. Von 2012 bis 2018 leitete er das Forschungsprojekt Konfession, Bildung und Politik am Lehrstuhl für Fundamentaltheologie und Religionswissenschaft der Universität Erfurt. Seit 2018 ist er Professor für Philosophie. Brose schreibt veröffentlicht Essays und Artikel in Zeitschriften und Zeitungen, unter anderem in der Frankfurter Allgemeinen Zeitung. Im Jahr 2018 wurde er Professor für Philosophie an der Päpstlichen Universität Gregoriana.

## Wissenschaftliches Wirken

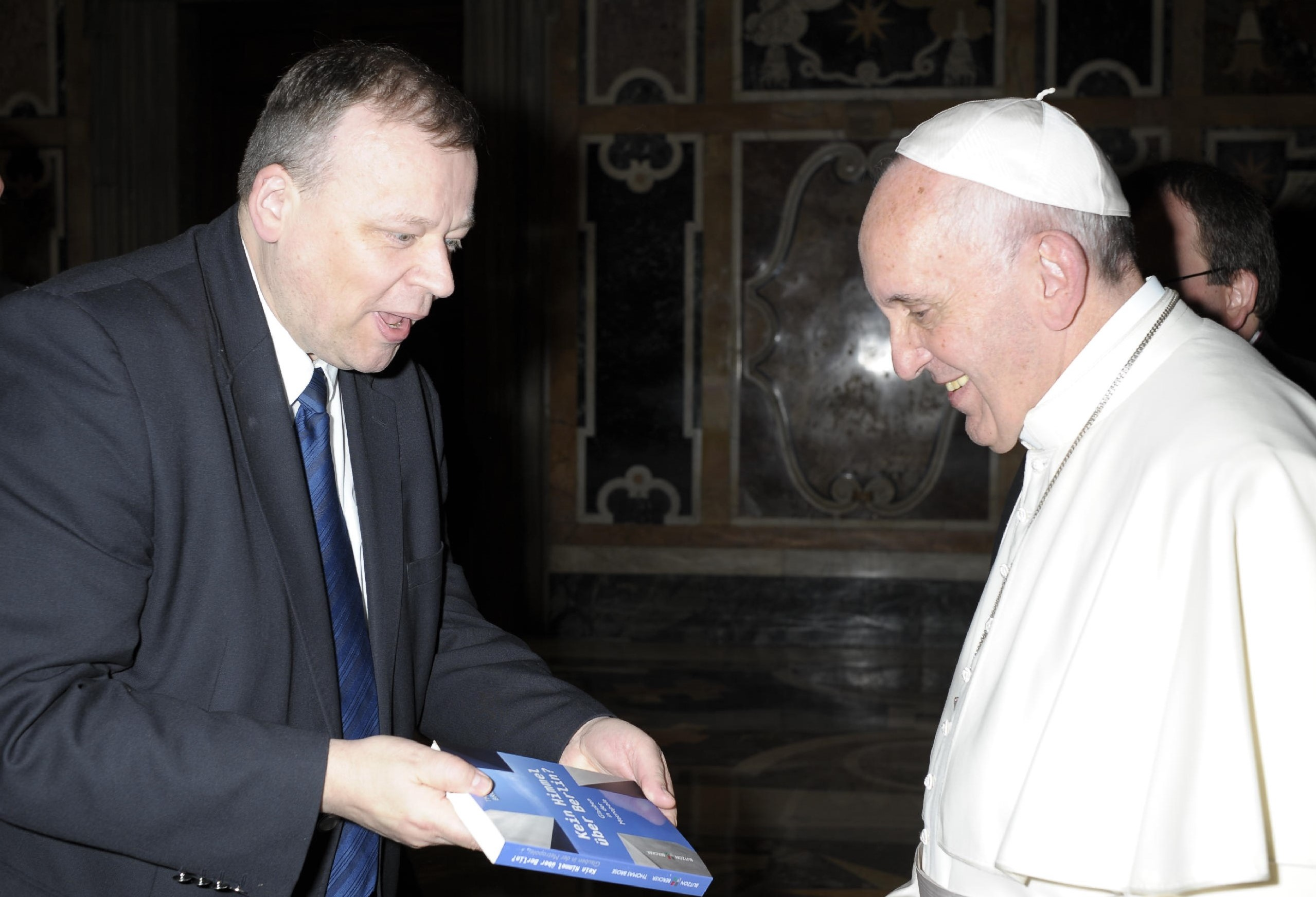
Thomas Brose überreicht 2015 sein Berlin-Buch Papst Franziskus

Broses Forschungsschwerpunkte sind Fundamentaltheologie, Religionsphilosophie, Anthropologie und Aufklärungsforschung; Katholische Intellektualität, Theologie und Anthropologie im 20./21. Jahrhundert.
Beachtet wurde Broses Studie über die Religionsphilosophie Hamanns von 2006. Gewürdigt wurde unter anderem deren Materialstärke.
Das Luxemburger Wort schrieb 2008 über Brose: „Als Vertreter einer Minderheit in einem bis 1989 offiziell atheistischen Regime innerhalb eines ursprünglich vom Protestantismus geprägten Landes ist dem katholischen Religionsphilosophen stets daran gelegen, mit Andersdenkenden in Dialog zu treten, ohne im Geringsten darauf zu verzichten, für die eigenen, wenn auch ständig zu überdenkenden Positionen geradezustehen.“
Brose tritt dafür ein, an der einstigen Nahtstelle zwischen Ost und West sowie im Spannungsfeld der Großstadt eine „Theologie des Unglaubens“ zu etablieren, die er in dem Band Kein Himmel über Berlin? entfaltet, der materialreiche und gründliche Überlegungen zum Christsein und Großstadt, im Besonderen in der Metropole Berlin enthält.
Im Jahr 2014 begründete Brose die Berliner Bibliothek. Religion – Kultur – Wissenschaft. Die Publikationen der Reihe werden von einem Internationalen Wissenschaftlichen Beirat begutachtet. Die von Thomas Brose und Philipp Hildmann gesammelten Beiträge vermitteln einen Überblick über die aktuellen Konflikte um das individuelle Recht auf Religionsfreiheit.

## Veröffentlichungen
- als Hrsg. mit Matthias Lutz-Bachmann: Umstrittene Menschenwürde. Beiträge zur ethischen Debatte der Gegenwart. Wiener Verlag, Himberg / Morus, Berlin 1994, ISBN 3-87065-795-2.
- als Hrsg.: Deutsches Neuland. Beiträge aus Religion und Gesellschaft, Leipzig 1996, ISBN 3-7462-1182-4.
- als Hrsg.: Zeitenwende – Glaubenswende. Beiträge aus Religion und Gesellschaft (Deutsches Neuland: Beiträge aus Religion und Gesellschaft 2), Leipzig 1998, ISBN 3-7462-1287-1.
- als Hrsg.: Gewagter Glaube. Gott zur Sprache bringen in säkularer Gesellschaft, Berlin 1998, ISBN 3-87554-331-9.
- als Hrsg.: Gewagte Freiheit. Wende – Wandel – Revolution (Deutsches Neuland: Beiträge aus Religion und Gesellschaft 3), Leipzig 1999, ISBN 3-7462-1317-7.
- als Hrsg.: Religionsphilosophie. Europäische Denker zwischen philosophischer Theologie und Religionskritik, Würzburg 1998, 22001, ISBN 3-429-02060-3.
- als Hrsg.: Umstrittenes Christentum. Glaube – Wahrheit – Toleranz, Berlin 2002, ISBN 3-87554-354-8.
- Johann Georg Hamann und David Hume. Metaphysikkritik und Glaube im Spannungsfeld der Aufklärung. 2 Bände. Frankfurt am Main u. a. 2006, ISBN 3-631-54517-7.
- Zwischen Himmel und Erde. Christ sein in einer säkularen Welt. Würzburg 2008, ISBN 978-3-429-02887-9.
- als Hrsg.: Glaube, Macht und Mauerfälle. Von der friedlichen Revolution ins Neuland. Würzburg 2009, ISBN 978-3-429-03154-1.
- als Hrsg. mit Gesine Palmer: Religion und Politik. Messianismus in Theologien, Religionswissenschaften und Philosophien des 20. Jahrhunderts. Tübingen 2013, ISBN 978-3-16-151048-9.
- Kein Himmel über Berlin? Glauben in der Metropole. Kevelaer 2014, ISBN 978-3-7666-1863-4.
- als Hrsg.: Religion – Macht – Freiheit. Deutsches Neuland: Eine Zwischenbilanz (= Berliner Bibliothek. Religion – Kultur – Wissenschaft. Band 1). Frankfurt am Main u. a. 2014, ISBN 978-3-631-57921-3.
- als Hrsg. mit Philipp W. Hildmann: Umstrittene Religionsfreiheit. Zur Diskussion um ein Menschenrecht (= Berliner Bibliothek. Religion – Kultur – Wissenschaft. Band 2). Frankfurt am Main u. a. 2016, ISBN 978-3-631-66834-4.
- Großstadtglaube. Katholische Präsenz in Berlin, Frankfurt am Main 2017, ISBN 978-3-631-67936-4.
- Kein hoffnungsloser Fall. Gott und Mensch bei Eugen Biser. Eine Einleitung, Berlin u. a. 2018, ISBN 978-3-631-75793-2.
- als Hrsg. mit Tomasz Żurawlew Die Heiligen und das Heilige. Sprachliche, literarische und kulturelle Aspekte eines Phänomens, Berlin 2018, ISBN 978-3-631-75972-1.
- als Hrsg.: Berliner Bibliothek. Religion – Kultur – Wissenschaft. mit einem Internationalen Wissenschaftlichen Beirat von 17 Personen aus Europa, den USA sowie China und Südkorea mit bisher 6 Bänden.
- Geprägte Freiheit. Von der Kraft kultureller Bildung am Beispiel der Studentengemeinden in der DDR 1949–1989, ISBN 978-3-00-058363-6 (CD mit Texten und Interviews zu den Katholischen und Evangelischen Studentengemeinden).
- als Hrsg. mit Susanna Schmidt: Berliner Guardini Lectures. Freiburg/Br. 2000–2005.
- mit Hans Maier: Katholisch in Berlin, Berlin 2020, ISBN 978-3-00-065397-1.Thomas Brose / Hans Maier, Katholisch in Berlin, Berlin 2020.

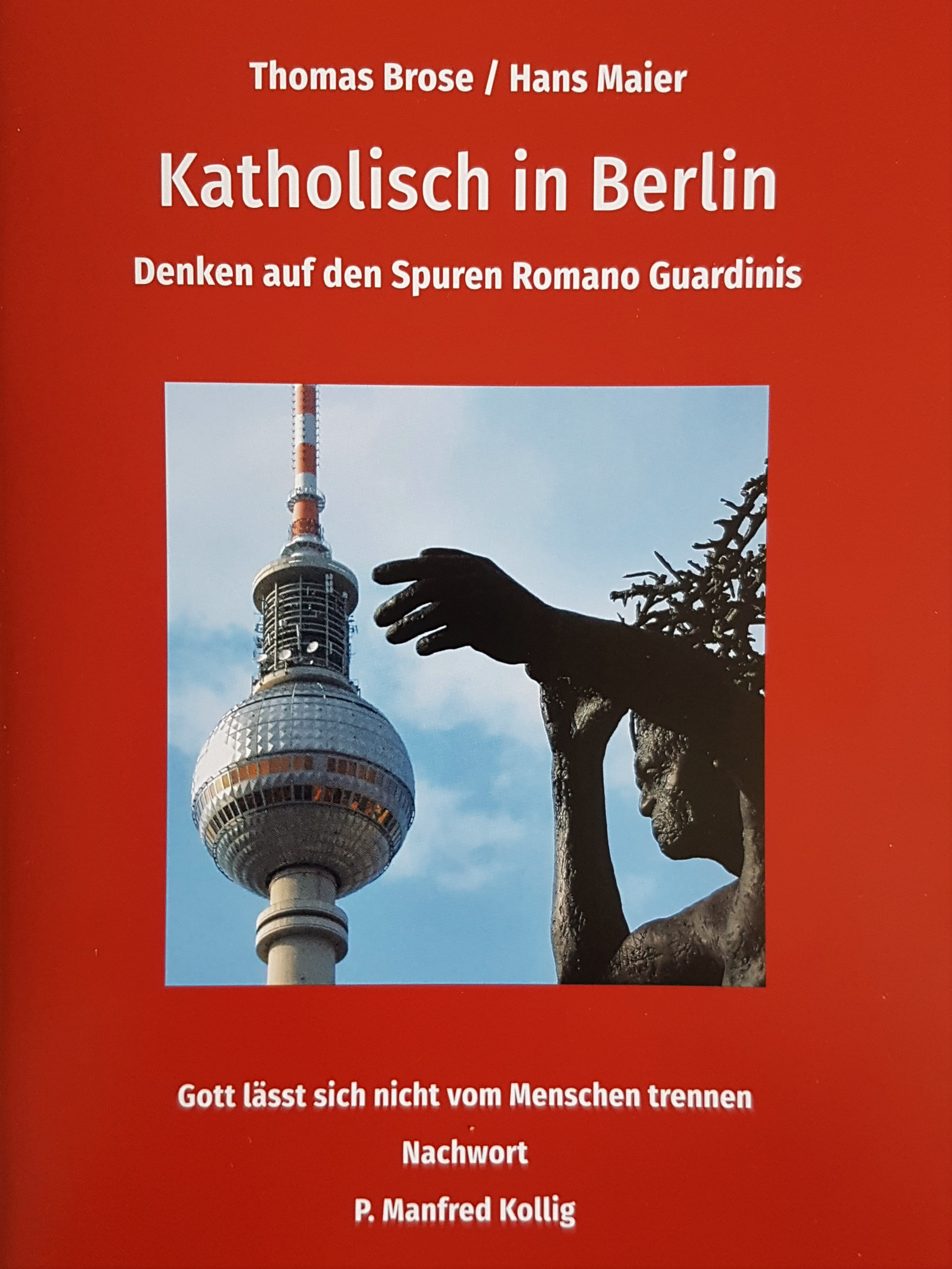
Thomas Brose / Hans Maier, Katholisch in Berlin, Berlin 2020.

## Mitgliedschaften
- AG-Leiter Christlich-Jüdischer Dialog
- Koordinierungskreis des Berliner Forums der Religionen
- Diözesanrat Berlin
- Eugen-Biser-Stiftung
- Europäische Akademie der Wissenschaften und Künste (seit 2007)
- Goerres-Gesellschaft
- Guardini-Stiftung
- Hamann-Internationales Kolloquium
- Max-Scheler-Gesellschaft
- Redaktionsmitglied der Zeitschrift DIAKONIA
- Roger-Loewig-Gesellschaft
- Vorstandsmitglied Berliner Institut Staat-Kirche-Forschung